# Sterna repressa
El charrán arábigo (Sterna repressa) es una especie de ave marina de la familia de los estérnidos (anteriormente subfamilia de la familia Laridae), perteneciente al género Sterna. Habitan en Baréin, Yibuti, Egipto, Eritrea, India, Irán, Irak, Israel, Río Jordán, Kenia, Kuwait, Maldivas, Omán, Pakistán, Catar, Arabia saudita, Seychelles, Somalia, sur de África, Sudán, Tanzania, Emiratos Árabes Unidos y Yemen.